# The Explorers Club

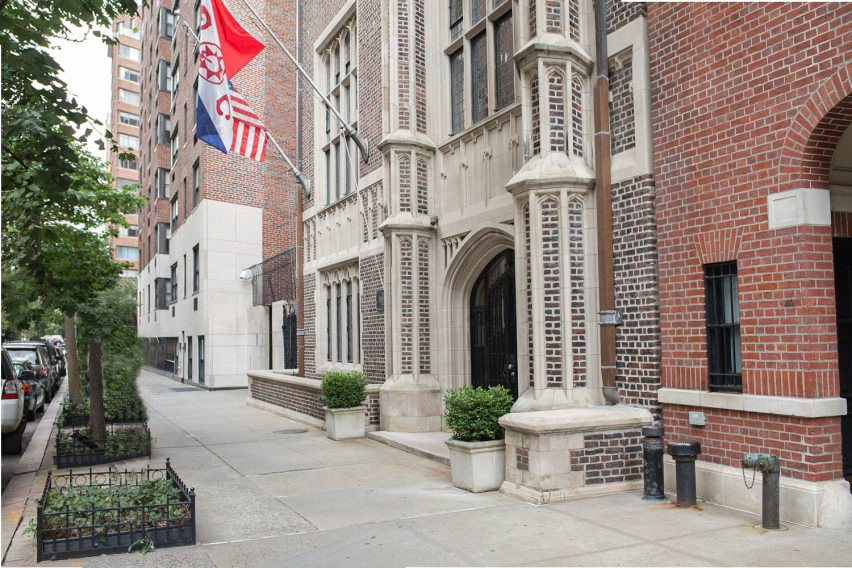
Siedziba główna w Nowym Jorku

The Explorers Club (ang.), czyli Klub Odkrywców – stowarzyszenie założone w USA w 1905, nastawione na promocję i postęp w badaniach terenowych, eksploracji naukowej oraz podtrzymania idei eksploracji. Oprócz tego działania Klubu obejmują dziedziny edukacji i służby publicznej, przez co zachęcają młodych ludzi do zajmowania się szeroko pojętą eksploracją nowych dziedzin.
Misją Klubu jest wspieranie eksploracji na lądzie, morzu, w powietrzu i przestrzeni, ze szczególnym naciskiem na nauki fizyczne i biologiczne. Jako światowe centrum eksploracji, The Explorers Club jest miejscem spotkań i platformą jednoczącą eksploratorów i naukowców całego świata.

## Członkostwo
Członkostwo Klubu jest dostępne dla wszystkich osób posiadających kwalifikacje i służących celom Klubu na różnych polach eksploracji i nauki. Klub ma charakter międzynarodowy, składa się z 30 oddziałów rozsianych po świecie, z tym, że większość z jego ok. 3000 członków zamieszkuje w USA. Wszystkie kontynenty i ponad 60 krajów są reprezentowane wśród członków Klubu.
Członkami Klubu byli lub są m.in.: zdobywcy biegunów Roald Amundsen i Robert Peary, astronauci Buzz Aldrin i Neil Armstrong, żeglarz i archeolog Thor Heyerdahl, badaczka życia szympansów Jane Goodall, himalaiści Sir John Hunt, kierownik zwycięskiej wyprawy na Mount Everest i Sir Edmund Hillary, pierwszy zdobywca szczytu, archeolog oceaniczny Robert Ballard, znalazca wraków „Titanica” i „Bismarcka”, Gilbert M. Grosvenor, prezes miesięcznika „National Geographic”. Spośród osób z Polski członkami klubu byli lub są m.in. Stanisław Szwarc-Bronikowski, Wojciech Cejrowski, Martyna Wojciechowska, Piotr Chmieliński. 
Poczet członków honorowych otwierają: polarnik Sir Ernest Shackleton, lotnik Charles Lindbergh, prezydent Theodore Roosevelt, oceanograf William Beebe, geofizyk Jean G. Piccard, himalaiści Tenzing Norgay, Norman Dyhrenfuhrt, Don Walsh i Reinhold Messner.
Klub liczy ok. 3000 członków wybranych spośród wybitnych badaczy, odkrywców, uczonych z kilkunastu krajów. Ma 20 oddziałów w USA, oraz oddziały w Kanadzie, Wielkiej Brytanii, Indiach, Polsce, Rosji, Norwegii, Francji, Argentynie. 
Do Klubu nie można się zapisać, trzeba być wybranym przez Radę Dyrektorów spośród zaproszonych kandydatów.

## Oddział Polski
Pierwszymi Polakami przyjętymi do Klubu byli: w 1920 Henryk Arctowski, polarnik, uczestnik pierwszej wyprawy zimującej w Antarktyce i Antoni Jurasz, lekarz, w 1977 Yaacov Adam, żeglarz, w 1977 Kazimierz Kordylewski, astronom, w 1979 Ryszard Schramm, polarnik i alpinista, w 1980 Stanisław Siedlecki, nestor polarników polskich i w 1982 Maciej Kuczyński - speleolog i inżynier.
Oddział Polski powstał w 1993. Liczy obecnie 41 członków. Należą do niego: 
- Andrzej Ciszewski – speleolog,
- Andrzej Lisowski – dziennikarz i podróżnik,
- Andrzej Piętowski – kajakarz, podróżnik,
- Anna Zarębska-Urbańska – podróżniczka, biolog,
- Benedykt Hac – hydrograf, kapitan,
- Cecylia Małgorzatata Dziewięcka – pisarka, podróżniczka, geograf,
- Elżbieta Lisowska – iranistka, podróżniczka, dziennikarka,
- Ewa Wójcik – speleolog,
- Henryk Paner – archeolog,
- Hubert Chudzio – historyk, dokumentalista,
- Hubert Kowalski – płetwonurek, archeolog,
- Jacek Wacławski – żeglarz, kardiolog,
- Jakub Urbański – biolog, przedsiębiorca, podróżnik,
- Joel Burkin – geolog,
- Krzysztof Korszewski – żeglarz, nurek, fotograf,
- Krzysztof Wielicki – himalaista,
- Maciej Besta – informatyk, alpinista,
- Maciej Klósak – inżynier, badacz Afryki,
- Maciej Sobczyk – archeolog, badacz kultur andyjskich i Oceanii, płetwonurek, speleolog,
- Marcin Jamkowski – dziennikarz i fotograf naukowy, wspinacz, nurek,
- Marek Kamiński – polarnik, przedsiębiorca,
- Maria Agata Olech – biolog, żeglarka, alpinistka,
- Mariusz Borowiak – pisarz, dziennikarz, marynista,
- Mariusz Ziółkowski – archeolog,
- Mateusz Waligóra – podróżnik,
- Mateusz Wrazidło – inżynier, badacz Wyżyny Gujańskiej,
- Miłosz Giersz – archeolog,
- Mirosław Olszycki – filmowiec, pisarz, badacz kultur Ameryki Łacińskiej,
- Monika Rogozińska – dziennikarka,
- Patrycja Giersz – archeolog,
- Piotr Kardasz – nurek wrakowy i jaskiniowy,
- Piotr Wytykowski – płetwonurek, fotograf i operator podwodny,
- Roman Zajder – płetwonurek, fotograf podwodny,
- Sławomir Makaruk – fotograf, płetwonurek, kierownik wypraw,
- Stanisław Rakusa-Suszczewski – biolog, polarnik
- Tomasz Grzywaczewski – dziennikarz, podróżnik,
- Tomasz Schramm – historyk, polarnik,
- Tomasz Stachura – inżynier, płetwonurek, fotograf podwodny,
- Tomasz Jakubiec – kajakarz,
- Wojciech Cejrowski – podróżnik, publicysta,
- Zdzisław Preisner – geograf.

Zmarli członkowie: dziennikarz i podróżnik Olgierd Budrewicz, podróżnik Tony Halik, himalaista Andrzej Zawada, antropolog Andrzej Wierciński, badacz polarny Stanisław Siedlecki, Dariusz Bogucki – żeglarz polarny i Ryszard Schramm – badacz polarny i alpinista, Stanisław Szwarc-Bronikowski – filmowiec i podróżnik, żeglarka Krystyna Chojnowska-Liskiewicz, speleolog i inżynier Maciej Kuczyński.
Oddział Polski The Explorers Club propaguje odkrycia – szczególnie polskich badaczy. Przypomina zapomnianych bohaterów historii eksploracji. Przygotowuje wizyty w Polsce wielkich postaci światowej eksploracji. Organizuje prelekcje i wystawy; promuje książki, filmy, prace poświęcone wymienionej tematyce. Zachęca młodych ludzi do podejmowania zawodów związanych z badaniami terenowymi. Organizuje i wspiera ekspedycje badawcze.
Pod egidą Oddziału jego członkowie prowadzą według autorskich programów edukacyjne wyprawy dla turystów śladami odkrywców, skarbów dziedzictwa światowego kultury i przyrody. Wytyczały one nowe szlaki w turystyce.
Pierwszym Polakiem uhonorowanym przez The Explorer Club był Krzysztof Wielicki – Nagrodą Lowella Thomasa w październiku 2001. W marcu 2004 podczas jubileuszowej gali w Waldorf Astoria, w 100. rocznice założenia The Explorers Club, wyróżnienie Citation of Merit za „nadzwyczajną służbę celom Klubu” otrzymała Monika Rogozińska – współzałożyciel Oddziału Polskiego.
Na znaczące wyprawy The Explorers Club przydziela Flagę, na której widnieją jego inicjały i róża wiatrów otoczone kolorami: czerwonym – symbolizującym odwagę, niebieskim – wierność celom Klubu i prawdzie. Flagę otrzymały polskie ekspedycje:
- Jaskinie Rapa Nui i Madre de Dios na Pacyfiku – Andrzeja Ciszewskiego i Zdzisława Ryna;
- NETIA K2 Winter Expedition – pierwsza zimowa wyprawa alpinistów na K2 (8611 m) od chińskiej strony prowadzona przez Krzysztofa Wielickiego, relacjonowana z bazy w mediach przez Monikę Rogozińską.
- Razem na biegun, program, w ramach którego Marek Kamiński dotarł na nartach na obydwa bieguny Ziemi z niepełnosprawnym chłopcem, Jasiem Melą. Wyprawy te pomogły zebrać fundusze na protezy dla dzieci.
- Wyrocznie Inków – archeologów kierowanych przez Mariusza Ziółkowskiego, którzy w Andach peruwiańskich zlokalizowali najważniejszą wyrocznię Czwartej Części Imperium Inków oraz odnaleźli na trudno dostępnych terenach sieć stanowisk prekolumbijskich. W wyprawie, jako dziennikarz, uczestniczyła Monika Rogozińska.
- Obcy w Antarktyce, badania prowadzone przez prof. Marię Agatę Olech. Celem kolejnej wyprawy było opracowanie przyrodnicze rejonów Pinguin Island i King George Island w Antarktyce dla utworzenia rezerwatu przyrody i ocalenia tego obszaru przed skutkami niekontrolowanych wizyt turystów przypływających na statkach; badania nad zasiedlaniem terenów uwolnionych spod topniejących lodowców, zbieranie mchów i porostów do jednego z największych na świecie zielników gatunków polarnych, jaki prof. Maria Agata Olech stworzyła na Uniwersytecie Jagiellońskim.